# Livet-sur-Authou
Livet-sur-Authou – miejscowość i gmina we Francji, w regionie Normandia, w departamencie Eure.
Według danych na rok 1990 gminę zamieszkiwało 126 osób, a gęstość zaludnienia wynosiła 32 osoby/km² (wśród 1421 gmin Górnej Normandii Livet-sur-Authou plasuje się na 772 miejscu pod względem liczby ludności, natomiast pod względem powierzchni na miejscu 775).